# Anselm Salomon von Rothschild
Anselm Salomon von Rothschild (Frankfurt am Main, 29. siječnja 1803. – Beč, 27. srpnja 1874.), austrijski bankar, osnivač banke Creditanstalt, član austrijske loze bogate bankarske obitelji Rothschild.
Rodio se u obitelji Salomona Mayera von Rothschilda (1774. – 1855.) i Caroline Stern (1782. – 1854.). Imao je mlađu sestru Betty Salomon von Rothschild (1805. – 1874.), koja se udala za njegova strica Jakoba Mayera de Rothschilda (1792. – 1868.), osnivača francuske grane Rothschildovih.
Školovao se na Sveučilištu u Berlinu, što ga je pripremilo za preuzimanje dužnosti u obiteljskoj bankarskoj kući. Pripravništvo je odradio kod svog strica Jakoba Mayera u Parizu, nakon čega je postao poslovni partner u obiteljskom bankarskom poslu u Frankfurtu. Budući da je kao Židov dobio pravo participiranja u politici u Austro-Ugarskoj, postao je 1861. godine član Gornjeg doma Carevinskog vijeća u Beču.
Dana 11. rujna 1826. godine oženio je Charlottu (1807. – 1859.), najstariju kći svog strica Nathana Mayera Rothschilda (1777. – 1836.), osnivača britanske loze Rothschildovih, s kojom je imao osmero djece:
- Mayer Anselm Leon (1827. – 1828.)
- Caroline Julie Anselm (1830. – 1907.)
- Mathilde Hannah von Rothschild (1832. – 1924.)
- Sarah Luisa (1834. – 1924.)
- Nathaniel Mayer (1836. – 1905.)
- Ferdinand James (1839. – 1898.)
- Albert Salomon (1844. – 1911.)
- Alice Charlotte (1847. – 1922.)